# Xã Fulton, Michigan
Xã Fulton (tiếng Anh: Fulton Township) là một xã thuộc quận Gratiot, tiểu bang Michigan, Hoa Kỳ. Năm 2010, dân số của xã này là 2.521 người.